# Museo d'Arte Contemporanea del castello di Rivoli

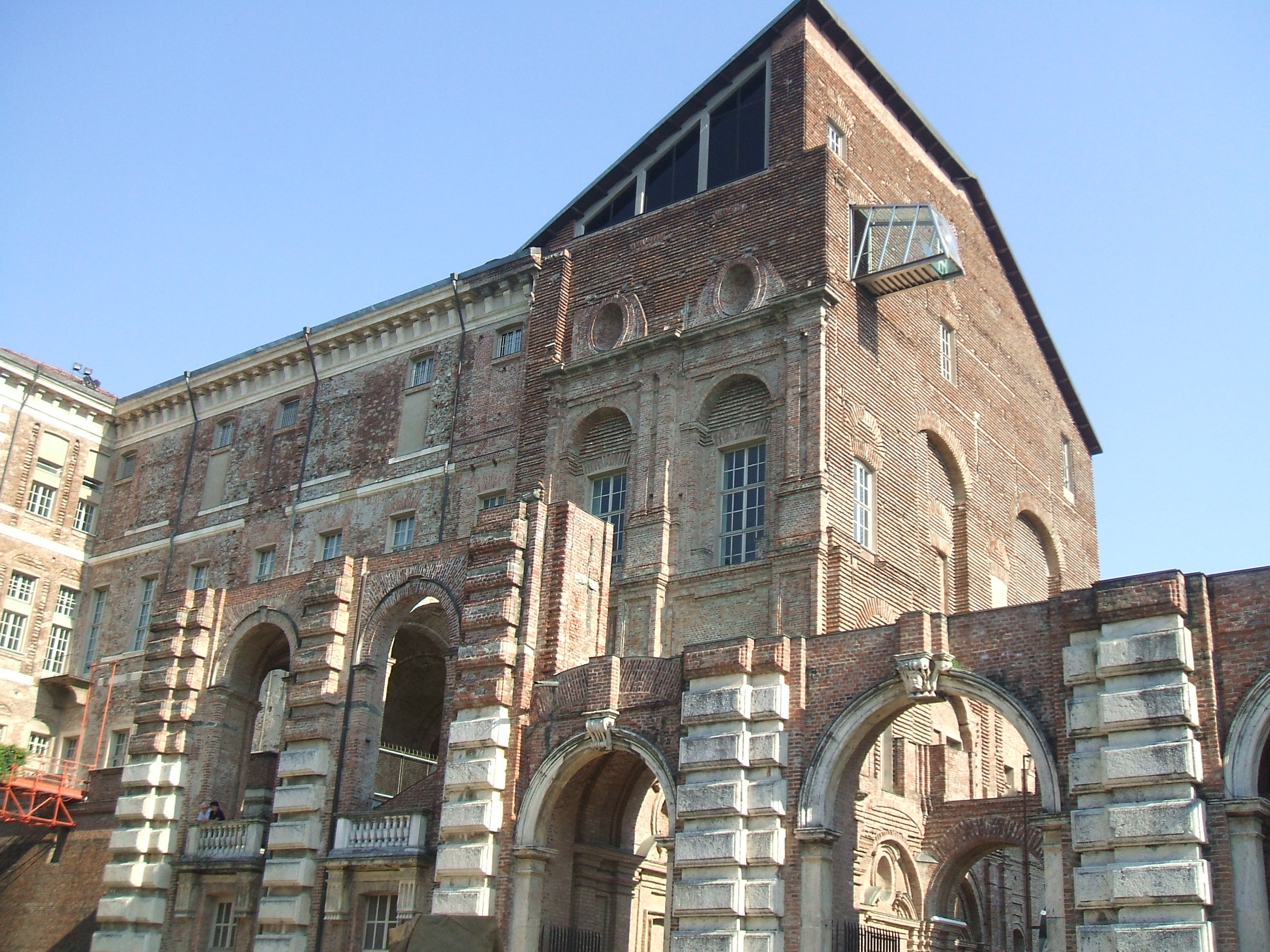
Castello di Rivoli

Museo d'Arte Contemporanea del Castello di Rivoli of het Museum van Hedendaagse Kunst van het Kasteel van Rivoli is een Italiaans museum gewijd aan hedendaagse kunst. Het museum is gevestigd in het kasteel van Rivoli, een van de residenties van de vorsten van Savoye, in de buurt van Turijn, in Piemonte.
Het museum werd ingehuldigd op 18 december 1984 met een openingstentoonstelling samengesteld door de Nederlandse museumdirecteur Rudi Fuchs. De in de tentoonstelling opgenomen werken van conceptuele kunstenaars en exponenten van arte povera, minimal art, land art en de Italiaanse transavantgarde was bedoeld als model voor de permanente collectie die vanaf de jaren negentig werd uitgebouwd.
De huidige directeur is de Amerikaanse Carolyn Christov-Bakargiev, die in 2008 curator was van de Biënnale van Sydney en in 2012 de curator was van de documenta in Kassel (Duitsland).